# Manfred Kroboth
Manfred Kroboth (* 25. Januar 1966 in Karlsruhe; † 25. Oktober 2015 in Hamburg) war ein deutscher Künstler, der teils allein, teils zusammen mit Jutta Konjer unter dem Projektnamen „kroko“ aktiv war.

## Leben
Manfred Kroboth wurde in Karlsruhe geboren. Er studierte zusammen mit Jutta Konjer an der Hochschule für bildende Künste Hamburg bei Claus Böhmler.
Seit 2007 war Manfred Kroboth im Vorstand des Berufsverbands Bildender Künstler Hamburg, zuletzt als stellvertretender Vorsitzender.

## Werk
Als Künstlerpaar „kroko“ inszenierten sich Manfred Kroboth und Jutta Konjer gemeinsam mit ihrer Hündin  Nike in skurrilen Posen vor öffentlichen Denkmälern. Mit diesen Aktionen, die fotografisch dokumentiert wurden, wendeten sie die Pathosformeln der Monumente und gingen spielerisch mit den herkömmlichen Deutungsmustern um. „Diese Wiederbelebung oder das wieder in Erinnerung Rufen von vergessenen Dingen oder verlassenen Orten zieht sich durch unsere Arbeiten.“ (Manfred Kroboth am 25. September 2013 im Hamburger Abendblatt)
In Manfred Kroboths Werk spielen Klanginstallationen eine zentrale Rolle. Die Zuschauer / Zuhörer können dabei miteinbezogen sein, z. B. indem sie mithilfe eines Joysticks stimmhafte Laute der Stimme des Künstlers aktivieren  können.
Weitere wichtige Bezugspunkte  in Manfred Kroboths Arbeiten wie auch im Projekt „Kroko“  sind das Künstleratelier und Ateliersituationen. Das Atelier wird teilweise im Detail oder als fotografische Dokumentation in die Ausstellung ausgelagert oder die Künstler präsentieren sich in ihrem Atelier. „Wir sind ja beide in erster Linie Atelierräume.“ (Manfred Kroboth) Die Serie „abgestellt“ thematisiert die prekäre materielle Situation vieler Künstler. Kroboth und Konjer hatten sich auf Trümmergrundstücken oder mit auf Brachen abgestellten Sperrmüllmöbeln scheinbar häuslich eingerichtet und diese Inszenierungen fotografisch dokumentiert.

## Einzelausstellungen (Auswahl)
- 1996 „stadtklänge“, Westwerk, Hamburg
- 1998 „auto mobiel1 - moving perspectives“, de Veemloer, Amsterdam
- 2003 kroko – Jutta Konjer • Manfred Kroboth in der Reihe „Standpunkte“, Kunsthalle Hamburg
- 2006 „86 Kastanien“, Galerie Walden, Berlin
- 2012 „Die Zeit läuft ab“, Einstellungsraum, Hamburg

## Stipendien
- 1996 DAAD-Stipendium (Maastricht)
- 2000 Atelierstipendium in Eckernförde
- 2001 Arbeitsstipendium der Freien und Hansestadt Hamburg (Hubertus-Wald-Stipendium)
- 2002 Stipendium der Kunststiftung Baden-Württemberg
- 2003 Arbeitsstipendium Schloß Bleckede
- 2007 Arbeitsstipendium in Salzwedel